# Зла Колата
Зла Колата или Зли Колац (алб. Kolata e Keqe) планински је врх који се налази на 2.534 м. н. в. и представља највиши врх у Црној Гори. Највиши је врх Проклетија у Црној Гори и налази се на самој граници између Црне Горе и Албаније.
Проклетије представљају један од најимпресивнијих планинских масива Црне Горе. Масив Проклетија простире се на три територије – црногорској, српској (Косово) и албанској. Проклетије се односе на 40 планинских венаца између равнице Зете, реке Дрим, Плавско-Гусињских Проклетија, Комова и Бјеласице, па све до Кучких планина тј. Жијова.

## Највиши врх Црне Горе
До почетка 21. века за највиши врх Црне Горе је важио Боботов Кук на Дурмитору. Међутим, дугогодишње медијско надметање, које је добило убрзање на друштвеним мрежама, о томе који је врх цар планина, прекинуо је Монстат (завод за статистику Црне Горе). Према подацима добијеним на основу ласерског скенирања терена утврђено је да је највиши врх у Црној Гори заправо Зла Колата. Истовремено је утврђено да је досадашњи „врх над врховима” Боботов кук по својој висини пао тек на четврто место. После Зле Колате (2.535 м), по висини следе њој суседни врхови Добра Колата (2.525 м), колико је висока и Маја Росит, такође на Проклетијама, недалеко од Гусиња. Пре овог мерења званичан податак према последњем годишњаку Монстата био је да два врха - Боботов кук и Маја Росит, имају исту висину од 2.522 м.
Заговорници тезе да је Боботов кук највиши планински врх у Црној Гори позивају се на међународне стандарде и правила која се користе у планинарству, по којима се највишим врхом сматра онај који се читавом својом површином налази на територији једне земље, па би по тим критеријумима Зла Колата ипак била "само" други врх у држави. Међутим, званично је уписано, врх црногорских Проклетија је потиснуо врх Дурмитора.

## Национални парк
Врх Зла Колата је од 2009. године део Националног парка Проклетије, најмлађег националног парка у Црној Гори. Овај најмлађи национални парк најмање је „дирнут” људском руком, у чему се и састоји његова лепота. Својом суровошћу и неприступачношћу мами људе авантуристичког духа.

## Планинарски изазов
Посебан изазов представља успон на Злу Колату. Маркирана планинарска стаза води прво кроз шуму, а онда пашњацима до катуна где постоји извор планинске воде. Даљим успоном стаза је све мање травната, а све више стеновита. Следи крашки предео, стеновит, са пуно шкрапа, пукотина и увала, где стаза пролази поред Ледене пећине, граничне линије са Албанијом. Најтежи део успона представљају доста стрме и експониране травнате терасе, које су одвојене неколико метара високим стеновитим одсецима, уз падину Добре Колате, до превоја између Добре и Зле Колате (2.421 мнв). Од превоја стаза иде граничном линијом на врх Зла Колата. Успон траје између 3,5 и 5,5 (и до 6) сати, што зависи од места поласка према врху. Повратак је нешто краћи. Укупна дужина стазе је до 20 км, а висинска разлика 1.600 м. Стаза је планинарска, тешка, захтевна и високогорска. Препоручује се планинарима високогорцима, добро припремљеним и са искуством. Посебне атракције на стази представљају катуни, пејзажи, разноврсна флора, снежници и Ледена пећина, извор Око Скакавице и водопад Скакавица.